# Yona – Prinzessin der Morgendämmerung
Yona – Prinzessin der Morgendämmerung (jap. 暁のヨナ, Akatsuki no Yona, deutsch „Yona des Morgengrauens“) ist eine Manga-Serie von Mizuho Kusanagi, die seit 2009 in Japan erscheint. Sie ist in die Genres Fantasy, Abenteuer und Romantik einzuordnen und wurde von 2014 bis 2015 als Anime-Fernsehserie adaptiert.

## Handlung
Yona ist Prinzessin des Landes Kōka, einem kleinen Reich, das von ihrem Vater regiert wird. Zu ihrem 16. Geburtstag sieht sie nach langer Zeit Fürst Suwon wieder, ihren Cousin, in den sie seit ihrer Kindheit verliebt ist. Doch in der Nacht ihres 16. Geburtstages tötet er den König, um sich an ihm für den Mord an seinem Vater zu rächen und selbst König zu werden. Yona, die bis dahin nur im Palast gelebt hat, flieht mit General Son Hak von der Palastwache und vor den Soldaten, die sie töten sollen.
Zunächst fliehen sie in Son Haks Heimat, der Hauptstadt des Windclans Fuuga und verstecken sich dort. Doch der Feuerclan, der Suwon als König möchte, setzt den Windclan unter Druck. Um keinen Konflikt zu riskieren, fliehen Yona und Hak erneut. Der Windclan gibt vor, von ihrer Flucht nichts zu wissen und stimmt Suwons Krönung zu. Haks Pflege-Großvater Son Mundok, der frühere Anführer des Windclans, rät ihnen den Priester Ik So aufzusuchen. Auf dem Weg durch die Berge, wo der Priester weit ab von allen Dörfern lebt, geraten sie in einen Hinterhalt des Feuerclans. Der zweite Sohn des Anführers des Feuerclans will Yona heiraten auch eine Chance auf den Thron zu bekommen und Hak töten. Doch im Kampf stürzen Hak und Yona die Klippe hinunter, sodass der Feuerclan und so auch Suwon glauben, dass sie gestorben sind.
Doch Hak und Yona überleben und werden von Ik Sos Gehilfen Yun gefunden und gepflegt. Ik So rät den beiden, die vier legendären Drachen-Krieger zu finden, die einst den ersten König des Landes beschützten. Sie tragen das Blut der vier Drachen in sich, die den König, der zunächst auch einer von ihnen war, schützen wollten. So machen sich beide auf die Suche und Yun schließt sich ihnen an. Er wurde als Kind von Ik So aufgenommen, ist sehr intelligent und gelehrig und soll nun den beiden helfen und die Welt kennenlernen. Zunächst reisen sie zum Dorf des Weißen Drachen. Dort wird Yona mit ihren roten Haaren als Nachfahrin des ersten Königs erkannt. Sie sei diejenige, für die das Blut des Drachen und dessen Kraft von Generation zu Generation weitergegeben und beschützt wurde. Gi-ja, der die Kraft des Weißen Drachen in sich trägt, wurde auf seine Rolle als Beschützer des Königs vorbereitet. Nun begleitet er Yona und kann die anderen Drachen-Krieger aufspüren.
Auf der Suche nach dem Blauen Drachen gelangen die vier Gefährten in ein weiteres Dorf. Doch hier weiß keiner von den Drachen. Als sie jedoch die Höhlen unter dem Dorf erkunden, stoßen sie hier auf den Krieger des Blauen Drachen, der von den Dorfbewohnern versteckt wird. Seine Drachenaugen, die eine weite Sicht und einen den Gegner beeinflussenden Blick gewähren, werden von ihnen als Fluch gesehen. Jeder der Erben des Drachenblutes lebte einsam. Der eigentlich schüchterne und freundliche Krieger des Blauen Drachen schließt sich der Gruppe an und findet so erstmals Freunde. Yona gibt ihm den Namen Shin-Ah. Währenddessen reist Suwon in das Land des Erdclans, besichtigt das Land und veranstaltet Kriegsspiele. Als er abreist, hat der Clan neue Handelskontakte gewonnen und ist überzeugt, dass Suwon ein besserer König wird. Zugleich muss die Gruppe um Prinzessin Yona auf ihrer Reise immer wieder sehen, wie das Reich unter ihrem Vater schwächer geworden ist und die Menschen unter Willkür und Korruption leiden.
So auch in der Hafenstadt Awa, in der sie den Grünen Drachen suchen. Hier herrscht ein Statthalter des Feuerclans, der die Einwohner unterdrückt und Menschenhandel betreibt. Bald kann die Gruppe den Krieger des Grünen Drachen finden – Jae-Ha gehört zu den Piraten, die immer wieder die Schiffe des Statthalters angreifen. Doch er will sich Yona nicht anschließen, sondern seine Freiheit bewahren. Yona entschließt sich, gemeinsam mit ihren Begleitern und den Piraten gegen den Statthalter zu kämpfen, da dieser nur durch die schlechte Regierung ihres Vaters zu seiner Position und Macht kam. Damit sie den entführten Frauen während des Angriffs auf die Schiffe des Statthalters zu Hilfe kommen können, lässt sich auch Yona und Yun – als Frau verkleidet – von den Menschenhändlern gefangen nehmen. Sie können, als der Kampf auf dem Meer ausbricht, mit einer Leuchtrakete den anderen ihre Position mitteilen und trotz großer Schwierigkeiten besiegen die Piraten und Yonas Begleiter gemeinsam die Söldner des Statthalters. Am Ende ist es Yona selbst, die mit einem Pfeil den Statthalter tötet.
Der Sieg wird in der Stadt groß gefeiert. Doch Yona trifft in einer abseits gelegenen Straße überraschend auf Suwon, der heimlich hergereist ist, da er auch von dem Menschenhandel erfahren hat. Yona will ihn töten, doch hat immer noch Gefühle für ihn und kann sich nicht dazu überwinden, und erfährt von Suwon, dass dieser noch einiges im Land vor hat. Am nächsten Tag verlässt die Gruppe Awa, Yona und Yun haben bei diesem Abenteuer viel gelernt und sind reifer geworden. Jae-Ha schließt sich ihnen nun doch an, wie er betont aus seiner freien Entscheidung heraus. Nicht lange danach trifft die Gruppe bei einer Rast überraschend auch auf den vierten, den Krieger des gelben Drachen: Zeno. Der fröhliche und aufgeschlossene Wanderer schließt sich ihnen sofort an, da er keine anderen Ziele oder Aufgaben hat. Doch besonders stark, wie die anderen Drachen, ist er nicht. Gemeinsam kehrt die Gruppe zu Ik So zurück. Auf Zenos Frage hin, was sie denn nun tun wolle, nachdem sie alle Drachenkrieger versammelt hat, entschließt sich Yona, nicht den Palast angreifen und Suwon töten, sondern den Menschen im Land zu helfen, die wie in Awa leiden.

## Charaktere

### Yona
Sie ist die Protagonistin der Serie. Sie ist die einzige Prinzessin des Kouka Königreichs und damit anfangs sehr verwöhnt, abhängig und naiv. Sie hat ihre Mutter, als sie noch klein war, an Aufständische verloren. So wurde sie durch ihren Vater, Suwon und den General Son Hak groß gezogen. Ihr Vater, der König II, wurde an ihrem sechzehnten Geburtstag durch Suwon ermordet. Nach dem Verrat Suwons flieht Yona mit dem General Hak aus dem Schloss und ist entschlossen, auch zu kämpfen, um sich selbst beschützen zu können.
Yona lernt mit der Hilfe und Unterstützung von Son Hak wie sie mit dem Bogen und Schwert umgehen muss. Nach den Legenden soll sie die Nachfahrin von König Hiryuu sein, der auch rote Haare hatte. Sie begibt sich auf die Suche nach den vier Drachen, damit sie ihr Königreich beschützen kann.

### Son Hak
Son Hak ist der beste Freund und Leibwächter von Yona, so wie der ehemalige General des Wind-Clans. Er ist der stärkste Soldat des Kouka Königreiches und trägt daher den Spitznamen „Donnerbestie“ (Raiju). Er war ein Waisenkind das von General Son Mundok adoptiert wurde. Meistens ist er ruhig und lässig, doch er stichelt Yona gerne, da er sie liebt. Sie ist ihm sehr wichtig, und er schwört Yona mit seinem Leben zu beschützen.
Im Kampf benutzt Son Hak ein Guan Dao. Er begleitet die Prinzessin seit Kindheitstagen und weicht ihr noch immer kaum von der Seite, auf der Reise ist er ihr immer wieder eine große Stütze.

### Yun
Yun wurde als Waisenkind von einem Priester aufgenommen. Er hat sich selbst kochen, nähen und pflegen beigebracht, damit er sich um den ungeschickten Priester Iksu kümmern kann. Außerdem ist er sehr intelligent und wissbegierig oft bezeichnet er sich selbst als 'Hübsches Genie'. Er findet Yona und Hak schwer verwundet vor und kümmert sich um sie, jedoch ist er anfangs nicht überzeugt von der Prinzessin. Als Ik-su aber will, dass er sich ihr und ihrem Leibwächter auf der Suche nach den Drachen anschließt, lernt er sie besser kennen und schätzen.

### Suwon
Suwon ist der Cousin und auch die erste Liebe von Yona. Er kommt freundlich, nett und etwas tollpatschig rüber, damit niemand wirklich merkt wie intelligent er ist. Nach dem Tod von Yonas Mutter hat Suwon versprochen immer an ihrer Seite zu sein. Jedoch hat der König II Suwons Vater nach Suwons Aussage ermordet, daher plant er ihn umzubringen und somit den Thron für sich zu nehmen, der ihm laut seiner Auffassung zustehen würde. Seine Kindheitsfreunde Hak und Yona sind ihm trotzdem sehr wichtig. Durch den Mord sind Yona und Hak gezwungen zu fliehen, doch Suwon weigert sich dem und möchte dafür sorgen, dass die Verfolger getäuscht werden und denken das Yona und Hak verstorben sind.

### Hakuryū Kija
Kija ist der Hakuryū (deutsch: „weißer Drache“) und einer der vier legendären Drachen. Seine Kraft liegt in seinem rechten Arm, der Arm eines Drachen. Bis zu seinem 20. Lebensjahr führte er ein behütetes Leben in seinem Dorf, wo er auf die Ankunft seines Meisters wartete. Er wurde dort verehrt und geliebt, insbesondere von seiner Großmutter. Als Yona in seinem Dorf auftauchte, schwört er ihr ohne zu zögern die Treue. Er verehrt die Prinzessin und das heilige Vermächtnis der Drachen sehr.

### Seiryū Shin-Ah
Shin-Ah ist der Seiryuu (deutsch: „blauer Drache“) und einer der vier legendären Drachen. Seine Kraft liegt in seinen Augen, den Augen eines Drachen. Von klein auf wuchs er mit dem Wissen auf, dass die Kraft des blauen Drachen ein Fluch sei. Daher trägt er immer eine Maske. Ohne Freunde und nur mit seinem Meister Ao, dem vorherigen Seiryuu, lebte er abgeschottet von seinem Dorf, in dem er gefürchtet wurde. Als eines Tages aber Yona auftauchte, band ihn sein Drachenblut an sie und er öffnete sich ihr. Zusammen mit Hak, Yun und Kija begleitet er sie schließlich auf ihrer Suche. Seinen Namen Shin-Ah (deutsch: „Mondlicht“) erhielt er von Yona, da er zuvor keinen besaß und schlicht Seiryū bzw. „blauer Drache“ genannt wurde.

### Ryokuryū Jae-Ha
Jae-Ha ist der Ryokuryū (deutsch: „grüner Drache“) und einer der vier legendären Drachen. Seine Kraft liegt in seinem rechten Bein, das Bein eines Drachen. Nachdem er aus dem Gefängnis des grünen Drachen entkommen war, liebte er seine neugewonnene Freiheit sehr und lebt bei Awa als Pirat. Ihm missfiel die Vorstellung einem Meister, nur aufgrund seines Drachenblutes, gehorchen zu müssen. Als sich Yona aber den Piraten anschloss und an seiner Seite eine Schlacht ausfocht, beeindruckte ihn das sehr. Schließlich schloss er sich ihr doch an.

### Ouryū Zeno
Zeno ist der Ouryū (deutsch: „gelber Drache“) und einer der vier legendären Drachen. Wenn sein Körper heilt, bilden sich an dieser stelle Drachenschuppen. Diese Stellen sind dann nicht länger verwundbar. Anders als die Anderen Drachen, ist er unsterblich und gehört zur ersten Generation. Bevor er Yona traf, reiste er ziellos umher. Er ist ein Frohgeist und hat immer ein Lächeln auf den Lippen.

## Veröffentlichung
Die Serie erscheint seit August 2009 im Magazin Hana to Yume des Verlags Hakusensha in Japan. Die Kapitel kamen auch in bisher 46 Sammelbänden heraus (Stand Juli 2025). Bis Juni 2024 befanden sich insgesamt 15 Millionen Exemplare der Reihe im Umlauf. In den ersten Wochen nach der Veröffentlichung verkaufte sich der 16. Band über 100.000 Mal.
Seit Oktober 2016 erscheint die Manga-Serie hierzulande bei Tokyopop in bisher 44 Bänden (Stand August 2025). Die ersten beiden Bände werden dabei zu einem vergünstigten Einstiegspreis verkauft. Pika Édition veröffentlicht den Manga in Frankreich und Tong Li in Taiwan.

### Liste der Manga-Bände
| Band | Japanisch        | Japanisch              | Deutsch          | Deutsch                |
| Band | Veröffentlichung | ISBN                   | Veröffentlichung | ISBN                   |
| ---- | ---------------- | ---------------------- | ---------------- | ---------------------- |
| 1    | 19. Jan. 2010    | ISBN 978-4-592-19081-3 | 13. Okt. 2016    | ISBN 978-3-8420-3143-2 |
| 2    | 19. Mai 2010     | ISBN 978-4-592-19082-0 | 13. Okt. 2016    | ISBN 978-3-8420-3144-9 |
| 3    | 17. Sep. 2010    | ISBN 978-4-592-19083-7 | 15. Dez. 2016    | ISBN 978-3-8420-3145-6 |
| 4    | 19. Jan. 2011    | ISBN 978-4-592-19084-4 | 16. Feb. 2017    | ISBN 978-3-8420-3146-3 |
| 5    | 19. Mai 2011     | ISBN 978-4-592-19085-1 | 13. Apr. 2017    | ISBN 978-3-8420-3147-0 |
| 6    | 20. Sep. 2011    | ISBN 978-4-592-19086-8 | 15. Juni 2017    | ISBN 978-3-8420-3148-7 |
| 7    | 18. Nov. 2011    | ISBN 978-4-592-19087-5 | 10. Aug. 2017    | ISBN 978-3-8420-3149-4 |
| 8    | 19. März 2012    | ISBN 978-4-592-19088-2 | 12. Okt. 2017    | ISBN 978-3-8420-3150-0 |
| 9    | 20. Juli 2012    | ISBN 978-4-592-19089-9 | 14. Dez. 2017    | ISBN 978-3-8420-3151-7 |
| 10   | 20. Dez. 2012    | ISBN 978-4-592-19090-5 | 8. Feb. 2018     | ISBN 978-3-8420-3152-4 |
| 11   | 19. Apr. 2013    | ISBN 978-4-592-19691-4 | 12. Apr. 2018    | ISBN 978-3-8420-3153-1 |
| 12   | 20. Aug. 2013    | ISBN 978-4-592-19692-1 | 14. Juni 2018    | ISBN 978-3-8420-3154-8 |
| 13   | 20. Dez. 2013    | ISBN 978-4-592-19693-8 | 16. Aug. 2018    | ISBN 978-3-8420-3155-5 |
| 14   | 18. Apr. 2014    | ISBN 978-4-592-19694-5 | 11. Okt. 2018    | ISBN 978-3-8420-3156-2 |
| 15   | 19. Sep. 2014    | ISBN 978-4-592-19695-2 | 25. Nov. 2019    | ISBN 978-3-8420-3157-9 |
| 16   | 19. Dez. 2014    | ISBN 978-4-592-19696-9 | 2. Jan. 2020     | ISBN 978-3-8420-3158-6 |
| 17   | 20. März 2015    | ISBN 978-4-592-19697-6 | 1. Feb. 2020     | ISBN 978-3-8420-3159-3 |
| 18   | 19. Juni 2015    | ISBN 978-4-592-19698-3 | 2. März 2020     | ISBN 978-3-8420-3160-9 |
| 19   | 18. Sep. 2015    | ISBN 978-4-592-19699-0 | 1. Apr. 2020     | ISBN 978-3-8420-3161-6 |
| 20   | 18. März 2016    | ISBN 978-4-592-21510-3 | 2. Mai 2020      | ISBN 978-3-8420-3162-3 |
| 21   | 19. Aug. 2016    | ISBN 978-4-592-21511-0 | 2. Juni 2020     | ISBN 978-3-8420-3692-5 |
| 22   | 20. Dez. 2016    | ISBN 978-4-592-21512-7 | 1. Juli 2020     | ISBN 978-3-8420-6644-1 |
| 23   | 20. Apr. 2017    | ISBN 978-4-592-21513-4 | 1. Aug. 2020     | ISBN 978-3-8420-6710-3 |
| 24   | 18. Aug. 2017    | ISBN 978-4-592-21514-1 | 1. Sep. 2020     | ISBN 978-3-8420-6646-5 |
| 25   | 20. Dez. 2017    | ISBN 978-4-592-21515-8 | 1. Okt. 2020     | ISBN 978-3-8420-6647-2 |
| 26   | 20. Apr. 2018    | ISBN 978-4-592-21516-5 | 2. Nov. 2020     | ISBN 978-3-8420-6769-1 |
| 27   | 20. Aug. 2018    | ISBN 978-4-592-21517-2 | 2. Jan. 2021     | ISBN 978-3-8420-6770-7 |
| 28   | 20. Nov. 2018    | ISBN 978-4-592-21518-9 | 10. März 2021    | ISBN 978-3-8420-6846-9 |
| 29   | 19. Apr. 2019    | ISBN 978-4-592-21519-6 | 7. Juli 2021     | ISBN 978-3-8420-6984-8 |
| 30   | 20. Aug. 2019    | ISBN 978-4-592-21520-2 | 8. Sep. 2021     | ISBN 978-3-8420-7020-2 |
| 31   | 20. Dez. 2019    | ISBN 978-4-592-22311-5 | 10. Okt. 2021    | ISBN 978-3-8420-7102-5 |
| 32   | 20. Apr. 2020    | ISBN 978-4-592-22312-2 | 12. Jan. 2022    | ISBN 978-3-8420-7145-2 |
| 33   | 20. Aug. 2020    | ISBN 978-4-592-22313-9 | 13. Apr. 2022    | ISBN 978-3-8420-7337-1 |
| 34   | 18. Dez. 2020    | ISBN 978-4-592-22314-6 | 13. Juli 2022    | ISBN 978-3-8420-7656-3 |
| 35   | 20. Apr. 2021    | ISBN 978-4-592-22315-3 | 12. Okt. 2022    | ISBN 978-3-8420-7782-9 |
| 36   | 19. Aug. 2021    | ISBN 978-4-592-22316-0 | 11. Jan. 2023    | ISBN 978-3-8420-8268-7 |
| 37   | 20. Dez. 2021    | ISBN 978-4-592-22317-7 | 12. Apr. 2023    | ISBN 978-3-8420-8367-7 |
| 38   | 20. Mai 2022     | ISBN 978-4-592-22318-4 | 12. Juli 2023    | ISBN 978-3-8420-8368-4 |
| 39   | 20. Sep. 2022    | ISBN 978-4-592-22319-1 | 11. Okt. 2023    | ISBN 978-3-8420-9125-2 |
| 40   | 20. Jan. 2023    | ISBN 978-4-592-22320-7 | 10. Jan. 2024    | ISBN 978-3-8420-9126-9 |
| 41   | 19. Mai 2023     | ISBN 978-4-592-22461-7 | 10. Apr. 2024    | ISBN 978-3-8420-9650-9 |
| 42   | 20. Okt. 2023    | ISBN 978-4-592-22469-3 | 10. Juli 2024    | ISBN 978-3-8420-9651-6 |
| 43   | 20. Feb. 2024    | ISBN 978-4-592-22474-7 | 9. Okt. 2024     | ISBN 978-3-7593-0200-7 |
| 44   | 20. Juni 2024    | ISBN 978-4-592-22488-4 | 13. Aug. 2025    | ISBN 978-3-7593-0826-9 |
| 45   | 20. Dez. 2024    | ISBN 978-4-592-22512-6 | 8. Okt. 2025     | ISBN 978-3-7593-1583-0 |
| 46   | 20. Juni 2025    | ISBN 978-4-592-22535-5 |                  |                        |

### Weitere Veröffentlichungen
- Yona – Light Novel: Unter demselben Mond.  2020, ISBN 978-3-8420-6792-9

## Anime-Adaption
2014 produzierte das Studio Pierrot eine 24-teilige Anime-Fernsehserie auf Grundlage des Mangas, bei der Kazuhiro Yoneda Regie führte. Das Drehbuch schrieb Shinichi Inotsume, das Charakterdesign entwarf Maho Yoshikawa und die künstlerische Leitung lag bei Michie Watanabe. Die Serie wurde vom 7. Oktober 2014 bis 24. März 2015 von Tokyo MX und AT-X in Japan gezeigt. Die Online-Plattform Crunchyroll bietet die Folgen seit der japanischen Erstausstrahlung als Stream an, unter anderem mit deutschen und englischen Untertiteln.
Am 20. Januar 2016 gab der deutsche Publisher KSM Anime bekannt, dass sie sich die deutschen Rechte des Anime gesichert haben. Ab November 2016 erschien die Serie vollständig auf DVD und BluRay. Seit Oktober 2018 ist die deutsche Synchronfassung als Stream bei Watchbox (seit April 2019 TVNOW.de) zu sehen.

### Synchronisation
| Rolle         | japanischer Sprecher (Seiyū) | deutscher Sprecher   |
| ------------- | ---------------------------- | -------------------- |
| Yona          | Chiwa Saitō                  | Inken Baxmeier       |
| Son Hak       | Tomoaki Maeno                | Jan Makino           |
| Suwon         | Yūsuke Kobayashi             | Valentin Stilu       |
| Zeno/Jeno     | Hiro Shimono                 | Ricardo Richter      |
| Jea-ha        | Jun’ichi Suwabe              | Marios Gavrilis      |
| Yun           | Junko Minagawa               | Sebastian Fitzner    |
| Son Mun-deok  | Katsuhiko Sasaki             | Reinhard Scheunemann |
| Han Joo-Doh   | Kazuhiro Nakaya              | Steven Merting       |
| Kija/Gija     | Masakazu Morita              | Tino Mewes           |
| Shin-ha/Sinha | Nobuhiko Okamoto             | Konrad Bösherz       |

### Musik
Die Musik der Serie wurde komponiert von Kunihiko Ryo. Für den Vorspann verwendete man das Instrumentalstück Akatsuki no Yona (暁のヨナ) von Kunihiko Ryo bzw. ab Folge 15 Akatsuki no Hana (暁の華) von Cyntia. Der erste Abspann wurde unterlegt mit dem Titel Yoru (夜) von vistlip, der zweite mit Akatsuki (暁) von Akiko Shikata. Das Lied Lucky Star von Cyntia wird innerhalb der Folgen verwendet.